# Sweet About Me
Sweet About Me è un singolo della cantante australiana Gabriella Cilmi, pubblicato il 17 marzo 2008 come primo estratto dal primo album in studio Lessons to Be Learned.

## Descrizione
Il brano, scritto e prodotto da Xenomania, è stato nuovamente pubblicato il 9 giugno 2008 in differenti formati e con una nuova tracklist. Il brano è stato usato in alcune pubblicità televisive inglesi. Il titolo dell'album Lessons to Be Learned, in cui è contenuto questo brano, proviene proprio da una frase del testo di Sweet About Me. Per un breve periodo il pezzo è stato la sigla di introduzione di un programma di Sky Sport dedicato al calciomercato, ed è stato anche usato per gli spot del lancio della Kia Venga. In Australia e in 
Italia è stato certificato doppio disco di platino. È divenuto uno dei tormentoni estivi del 2008.

## Video musicale
Il videoclip, diretto da Mike Baldwin, rappresenta Gabriella Cilmi che si esibisce con la sua band in un magazzino, circondata da uomini che sono legati come in una trappola.

## Tracce
UK/Australian CD
1. Sweet About Me
2. Echo Beach
3. This Game

UK re-release CD
1. Sweet About Me
2. Sweet About Me (Robbie Rivera remix)

iTunes Remix & Live EP
1. Sweet About Me (Sunship Vocal mix)
2. Sweet About Me (Matthew Herbert's Savoury mix)
3. Sweet About Me (Ashley Beedle Vocal mix)
4. Sweet About Me (Truth & Soul mix)
5. Sweet About Me (Later with Jools Holland)

## Classifiche
| Classifica (2008)      | Posizione massima |
| ---------------------- | ----------------- |
| Australia              | 1                 |
| Austria                | 2                 |
| Belgio (Fiandre)       | 3                 |
| Belgio (Vallonia)      | 3                 |
| Danimarca              | 5                 |
| Europa                 | 2                 |
| Finlandia              | 20                |
| Francia                | 9                 |
| Germania               | 2                 |
| Grecia                 | 7                 |
| Irlanda                | 16                |
| Italia                 | 4                 |
| Norvegia               | 1                 |
| Nuova Zelanda          | 6                 |
| Paesi Bassi            | 2                 |
| Portogallo             | 4                 |
| Regno Unito            | 6                 |
| Repubblica Ceca        | 2                 |
| Slovacchia             | 21                |
| Svezia                 | 25                |
| Svizzera               | 2                 |
| Ungheria               | 2                 |
| U.S. Billboard Pop 100 | 99                |